# Wurftechnik (Basketball)
Unter einer Wurftechnik versteht man im Basketball eine Technik, mit welcher der Spielball kontrolliert mit den Händen in Richtung des Korbs geworfen wird.
Wichtige Wurftechniken im Basketball sind:
- der Sprungwurf: ein einhändiger Wurf aus einer gerade nach oben gerichteten Sprungbewegung, der meistens dazu benutzt wird, um aus der Distanz zu werfen. Varianten des Sprungwurfs sind: Fadeaway, Leaner, Turnaround Jumper, Step Back Jumper usw.
- der Standwurf: ein jeweils ein- oder beidhändiger Wurf aus dem Stand, der aber heutzutage nicht mehr im laufenden Spiel verwendet wird.
- der Hakenwurf: ein Wurf, bei dem der Ball einhändig, mit gestreckten Arm (auf der jeweils vom Korb wegzeigenden Seite) in einer Bogenbewegung Richtung Korb geworfen wird.
- der Korbleger: ein Wurf, bei dem der Ball mit einer Hand direkt in den Korb oder ans Brett gelegt wird.
- das Dunking: ein Wurf, bei dem der Ball ein- oder beidhändig von oben durch den Korb „gestopft“ wird.

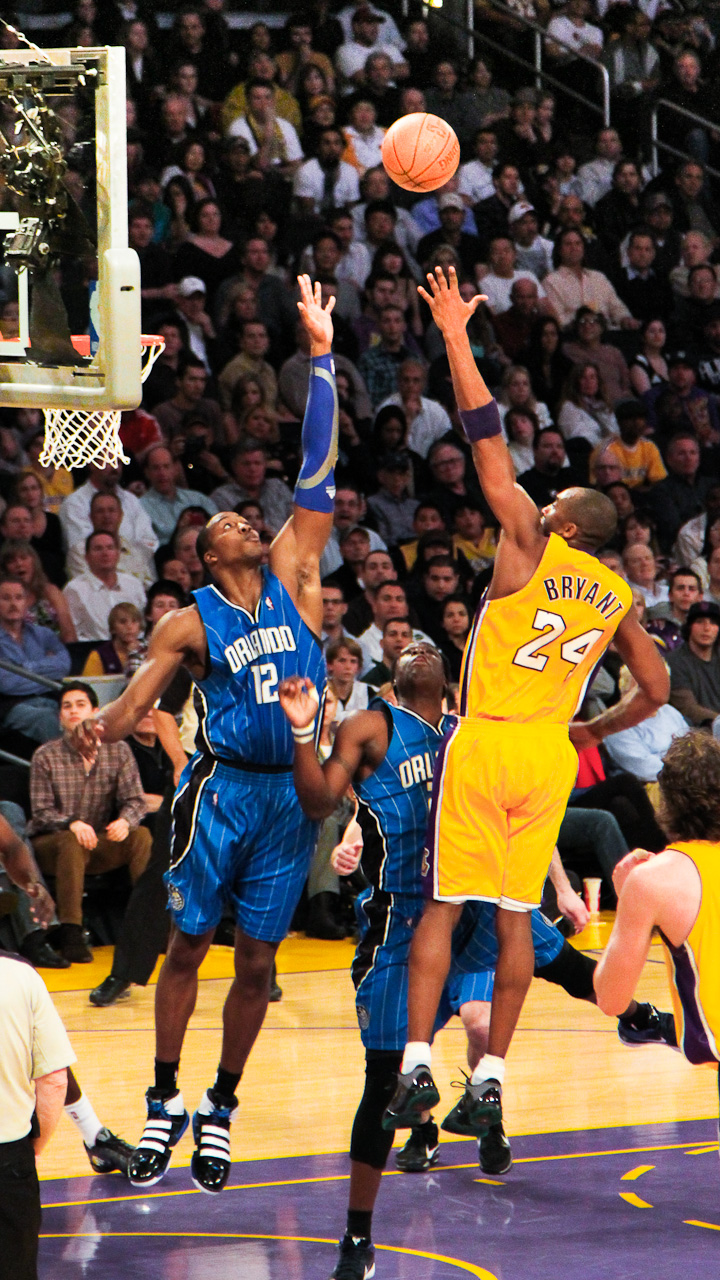
Kobe Bryant bei einem Floater

Daneben gibt es einige weitere Wurftechniken. Wird ein auf dem Ring rollender oder springender Ball mit den Fingerspitzen in den Korb befördert, wird dies „Tip-in“ genannt. Als „Bank Shot“ wird ein Wurf meist aus halbschräger Position bezeichnet, bei dem das Brett bewusst eingesetzt wird. 
Bei der „floater“ (engl.) oder auch „tear drop“ (engl.) genannten Wurfart wird der Ball aus dem Lauf einhändig und ansatzlos mit hoher Flugkurve Richtung Korb geworfen. Vom Bewegungsablauf her ist diese Technik einem Druckwurfkorbleger ähnlich, wird jedoch meist aus mittlerer Distanz zum Korb eingesetzt, um über einen deutlich größeren verteidigenden Spieler hinwegzuwerfen. Da sie kleiner gewachsenen Spielern eine zusätzliche Option beim Zug zum Korb gibt, erfreut sie sich bei solchen Spielern wachsender Beliebtheit.